# Politikåret 1855

## Händelser
- 5 januari - Jørgen Herman Vogt efterträder Nicolai Krog som Norges förstestatsråd.[1]
- 6 februari - Henry John Temple efterträder George Hamilton Gordon som Storbritanniens premiärminister.[2]

### Fotnoter
1. ↑  ”Norway” (på engelska). World Statesmen. http://www.worldstatesmen.org/Norway.htm. Läst 1 augusti 2015.
2. ↑  ”United Kingdom” (på engelska). World Statesmen. http://www.worldstatesmen.org/United_Kingdom.html. Läst 29 juli 2015.